# Fredrik Glad Balchen
Fredrik Glad Balchen, född den 6 april 1815 i Bergen, död den 24 april 1899 i Kristiania, var en norsk dövstumslärare, far till juristen och nationalekonomen Albert Balchen.
Balchen införde i Norge talmetoden för dövstumma, som han lärt 1847 under en studieresa i Tyskland. Hans lilla skola utvecklades till ett stort, statsunderstött dövstumsinstitut utanför Oslo.